# Giovanni Piccolomini

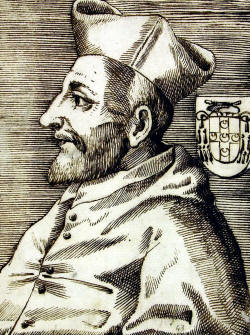
Kardinal Giovanni Piccolomini

Wappen der Kardinäle aus dem Geschlecht der Piccolomini

Giovanni Piccolomini (* 9. Oktober 1475 in Siena; † 21. November 1537 ebenda) war ein Kardinal der katholischen Kirche.

## Leben
Giovanni war der zweite Sohn von Andrea Piccolomini und Agnese Farnese und ein Neffe von Pius III. Seit 1503 Erzbischof von Siena, erhob Papst Leo X. Giovanni Piccolomini am 1. Juli 1517 zum Kardinal und machte ihn am 6. Juli 1517 zum Kardinalpriester der Titelkirche S. Sabina. Nachdem er am 11. Juni 1521 auf die Titelkirche Santa Balbina gewechselt hatte, wurde Piccolomini 1522 Bischof von Sitten (Schweiz) und am 6. Juli 1523 Apostolischer Administrator des Bistums L’Aquila. Seit dem 24. Juli 1524 Kardinalbischof von Albano, wurde er am 14. November 1524 auch Apostolischer Administrator des Bistums Umbriatico. Nachdem er am 3. Juli 1525 auf das Bistum L’Aquila verzichtet hatte, resignierte er am 7. April 1529 auch auf das Erzbistum Siena. Auch auf das Bistum Umbriatico verzichtete er am 20. März 1531 und wechselte schließlich am 22. September 1531 auf das suburbikarische Bistum Palestrina und von dort am 26. September 1533 auf das suburbikarische Bistum Porto e Santa Rufina. Damit wurde er Vizedekan des Kardinalskollegiums. Mit dem Wechsel auf das suburbikarische Bistum Ostia am 26. Februar 1535 wurde er zugleich Dekan des Kardinalskollegiums.